# تارانا
تارانا (به انگلیسی: Taranna) یک شهرک در استرالیا است که در تاسمانی واقع شده‌است.